# 天津市人民政府驻上海办事处
天津市人民政府驻上海办事处，是中华人民共和国天津市人民政府驻上海市的办事处，该办事处负责领导联络协调、招商引资、信息调研、对外宣传、接待服务以及服务驻上海市天津企业等相关事项。该办事处为正局级单位，下设三个职能处室、二个职能组和一个招待所。

## 历史沿革
历史上，1982年11月至1994年10月期间，天津市人民政府建立了驻上海办事处。2001年，经过调整后保留了天津市人民政府驻上海市办事处。2003年，保留天津市人民政府驻上海市办事处。

## 联系区域
目前，天津市人民政府驻上海办事处负责联系上海市、江苏省、浙江省和安徽省。